# Nyikolaj Iudovics Ivanov
Nyikolaj Iudovics Ivanov (oroszul: Николай Иудович Иванов; Orosz Birodalom, 1851. augusztus 3. – Szovjet-Oroszország, 1919, január 27.) tábornok volt a cári orosz hadseregben az első világháború idején.

## Ifjúkora
Ivanov katonatiszti családból származott. 1869-ben végzett a Mihajlovszkij Tüzérségi Iskolán, és a 3. dragonyosgárdánál és különböző lövészdandároknál szolgált. Első harci tapasztalatát az orosz–török háborúban szerezte, ezután pedig Romániában, és a román hadseregben szolgált instruktorként. 1884. július 28-tól a cári gárdatüzérség 2. ütegének parancsnoka volt, 1890. április 11-én kinevezték a kronstadti erőd tüzérparancsnokának. 1899. december 14-én kiválasztották Mihail nagyherceg szárnysegédjének.
Az orosz–japán háborúban az orosz Mandzsúriai Hadseregbe osztották be, és 1904. július 18-tól a 3. szibériai hadtest parancsnoka volt. A háborúban nyújtott kiemelkedő katonai teljesítményéért kitüntették a Szent György-rend (gyémántokkal díszített) negyedik és harmadik fokozatával. A háború után rövid ideig a Mandzsúriai Hadsereg logisztikai főnöke volt, és ebben a minőségében felügyelte a hadsereg visszavonulását Oroszországba. 1905. december 19-től 1907. november 6-ig egy hadtest parancsnoka volt a Pétervári Katonai Körzetben, továbbá 1907. november 6-tól Kronstadt főkormányzója lett. Az erődváros a forradalmi tevékenység melegágya volt az 1905-ös orosz forradalom után, és Ivanov határozott lépéseket tett a nyugtalanság megfékezésére saját katonai alakulataiban. 1908. április 13-án előléptették tüzér tábornokká, 1908. december 2-án a Kijevi Katonai Körzet parancsnoka lett. Az első világháború 1914-es kezdetéig ezt a posztot töltötte be.

## Az első világháború
Az első világháború elején a Délnyugati Fronton tevékenykedő cári orosz hadseregek parancsnokává nevezték ki, ő volt a felelős a galíciai harctevékenységek legnagyobb részéért. Előzetesen helytelen elképzeléssel rendelkezett az osztrák főparancsnokság terveivel kapcsolatban: arra számított, hogy az osztrák főerők a keleti szárnyon fognak támadást indítani, a másik szárnyával szemben húzódó arcvonalszakaszon azonban védelemben maradnak. Így augusztus végén a nyugati szárnyon az előretörő osztrák 1. és 4. hadsereg (Dankl, illetve Auffenberg parancsnoksága alatt) teljesen váratlanul beleütközött a dél felé haladó orosz 4. és 5. hadseregbe (Salza, illetve Plehve parancsnoksága alatt), és a kraszniki (augusztus 23.), illetve a komarówi csatában az osztrákok kerekedtek felül. Eközben azonban a másik szárnyon Ivanov hadseregei (a 3. és a 8.) nagy erejű támadást indítottak a gyengébb osztrák 3. és 2. hadsereg ellen, súlyos veszteségeket okoztak nekik, szeptember 2-án felszabadították Lemberget (ma Lviv), majd észak felé fordultak, ezzel a diadalmas osztrák balszárny hátát fenyegették. Az újabb előretörés után Conrad von Hötzendorf csak általános visszavonulással tudta kimenteni csapatait Galíciából. Az osztrák hadseregeket azonban nem semmisítették meg, részben azért, mert Ivanov – Nyikolaj nagyherceg, a főparancsnok utasításával ellentétben – augusztus 28-tól két napra gyakorlatilag leállította a balszárnyát a Gnyila Lipánál, amivel időt hagyott az osztrákoknak. Szeptember végére Conrad Krakkóig vonult vissza, feladta Galíciát és súlyos veszteségeket szenvedett. Ivanov csoportja bekerítette Przemyśl erődöt (ami a következő év elején elesett). Ezekért a sikerekért megkapta a Szent György-rend 2. fokozatát és a Szent Vlagyimir-rend 1. fokozatát.
1915-ben a nagy visszavonulás során kénytelen volt feladni az 1914-ben elfoglalt területek legnagyobb részét. 1916-ban az orosz főparancsnokság leváltotta, helyébe Alekszej Bruszilov, a háború valószínűleg legjobb orosz parancsnoka lépett, aki kitervelte és irányította a Bruszilov-offenzívát. Ivanov kelletlenül távozott, miután mozgósította udvari kapcsolatait, például Frederiksz udvari minisztert, és megpróbálta megakadályozni Bruszilov kinevezését. Ezután előléptették az államtanács tagjává, és nagy politikai befolyásának és hírnevének köszönhetően II. Miklós cár katonai tanácsadója lett a főhadiszálláson, terveit és javaslatait azonban Mihail Alekszejev figyelmen kívül hagyta.
1917. február 27-én kinevezték a Pétervári Katonai Körzet parancsnokává, hogy fojtsa el a lázadást. Március 1-jén a cár táviratban utasította, ne tegyen semmit, amíg ő maga meg nem érkezett. Amikor március 2-án Ivanov megérkezett Petrográdra, a város és a csapategységek már az Ideiglenes Kormány és a Pétervári Szovjet ellenőrzése alatt álltak. Március 3-án a cár lemondott. Ivanov ezután visszatért Moszkvába, majd onnan Kijevbe, ahol a helyi szovjet letartóztatta, és fogolyként visszahozatta Pétervárra. Alekszandr Kerenszkij szabadon bocsátotta óvadék ellenében. Ivanov később Novocserkasszkba menekült, ahol csatlakozott a fehérekhez.

## Halála
Meggyőződéses monarchistaként bolsevikellenes kozák hadsereget alakított, azonban az orosz polgárháborúban Vjosenszkaja közelében legyőzték. Ezután a hadserege maradványai csatlakoztak a doni kozákokhoz. 1919 januárjában, hastífuszban halt meg.

## Fordítás
- Ez a szócikk részben vagy egészben  a   Nikolay Iudovich Ivanov című angol Wikipédia-szócikk ezen változatának fordításán alapul.  Az eredeti cikk szerkesztőit annak laptörténete sorolja fel. Ez a jelzés csupán a megfogalmazás eredetét és a szerzői jogokat jelzi, nem szolgál a cikkben szereplő információk forrásmegjelöléseként.